# Kommunalwahlen in Litauen 2023
Die Gemeinderatswahlen und Bürgermeisterwahlen in Litauen 2023 waren Kommunalwahlen, die am 5. März 2023 in Litauen stattfanden. Notwendige Stichwahlen für Bürgermeisterwahlen werden am 19. März 2023 organisiert.
Der Termin wurde durch die Oberste Wahlkommission (VRK) festgesetzt.

## Ratswahlen

### Kandidaten
Es gab 13.797 Ratsmitglied-Kandidaten. Das Durchschnittsalter der Kandidaten am Wahltag betrug 48 Jahre und 10 Monate (bei Wahlen 2019: 48 Jahre und 1 Monat).
Der älteste Kandidat war mit 94 Jahren in der Parteiliste von Vardan Lietuvos in der Rajongemeinde Ukmergė. Die jüngsten Kandidatinnen waren drei 18-jährige Mädchen der Freiheitspartei (Laisvės partija), die für den Rat der Rajongemeinde Joniškis kandidieren. Zu den jüngsten Kandidaten gehört auch ein 18-jähriger Junge, der in Utena auf der Liste des politischen Komitees „Gemeinsam für die Region Utena“ kandidierte. Rund 25 % der Kandidaten waren Menschen im Alter von 50 bis 59 Jahren, 22 % der Personen  in der Altersgruppe der 40- bis 49-Jährigen, 21 %  Kandidaten im Alter von 30 bis 39 Jahren. 19 % der Kandidaten waren zwischen 60 und 69 Jahre und 8 %  18–29 Jahre alt. Die Altersgruppe der 70- bis 79-Jährigen machte 4 % der Bewerber aus. Kandidaten im Alter von 80–89 bildeten 0,4 %.
Der jüngste Kandidat für das Bürgermeisteramt wird von den litauischen Christdemokraten (des Heimatbundes), TS-LKD, nominiert. Ein 24-jähriger Mann bewarb sich um die Stelle des Vorstehers der Rajongemeinde Prienai.
Der älteste Bürgermeisterkandidat von Druskininkai wurde von der Demokratischen Union „Vardan Lietuvos“ delegiert und war am Wahltag 73 Jahre alt.
43,9 % der Kandidaten gaben in ihren Fragebögen an, über eine Hochschulausbildung zu verfügen. Im Vergleich zu den Wahldaten von 2019 waren das etwa 10 % mehr (2019 gab es 33,7 % solcher Kandidaten). 8,4 % der Kandidaten gaben an, eine Hochschulausbildung erworben zu haben, 7,9 %  eine höhere nicht-universitäre Ausbildung. 7,5 % hatten eine Hochschulbildung, 7,1 %  eine Sekundarschulbildung mit Berufsabschluss, 6,9 %  eine Sekundarschulbildung und 17 % der Kandidaten haben sich entschieden, nicht anzugeben, welche Ausbildung sie abgeschlossen haben.
Nach Angaben der Zentralen Wahlkommission nahmen in diesem Jahr 109 Millionäre an den Wahlen teil.
Die 3 reichsten Personen sind Kandidaten in Šiauliai, in den Gemeinden Klaipėda und Vilnius. Die Mehrheit der Millionäre war in den Reihen der litauischen Bauern- und Grünenpartei (19). Die konservative Partei Heimatbund – Litauische Christdemokraten stellten 18 Millionäre in die Wahlen. Unter  von der litauischen sozialdemokratischen Partei delegierten Kandidaten gab es 14 Millionäre.

### Ergebnisse
9 Mitglieder des Seimas nahmen an der Ratswahl erfolgreich teil, aber alle lehnten ihre Mandate als ausgewählte Ratsmitglieder ab: Valdemaras Valkiūnas (der als Mitglied des Rats von Biržai gewählt wurde), Aurelijus Veryga (Stadtrat von Kaunas), Viktoras Pranckietis (Rajongemeinde Kaunas),  Remigijus Žemaitaitis (Stadt Klaipėda), Rasa Petrauskienė (Rajongemeinde Klaipėda), Deividas Labanavičius (Panevėžys), Jonas Gudauskas (Šilutė), Valentinas Bukauskas (Telšiai) und Juozas Varžgalys (Ukmergė).
Starke Verluste erlitt die Partei Lietuvos lenkų rinkimų akcija, deren – bis zum russischen Überfall auf die Ukraine am 24. Februar 2022 – als prorussisch geltende Politik viele Wähler verstört hatte.

## Bürgermeisterwahlen
Insgesamt wählte man 60 Bürgermeister in den Rajon- und Stadtgemeinden bei den direkten Wahlen.
Am 5. März 2023 wurden 26 Bürgermeister ausgewählt.
Am 19. März 2023 wurde der 2. Wahlgang organisiert.

## Bürgermeister
Am 5. März 2023 (im 1. Wahlgang) ausgewählte 26 Bürgermeister:
| Nr. | Gemeinde     | Bürgermeister            | Partei                                                      |
| --- | ------------ | ------------------------ | ----------------------------------------------------------- |
| 1.  | Akmenė       | Vitalijus Mitrofanovas   | Lietuvos socialdemokratų partija (LSDP)                     |
| 2.  | Alytus       | Nerijus Cesiulis         | LSDP                                                        |
| 5.  | Birštonas    | Nijolė Dirginčienė       | LSDP                                                        |
| 7.  | Druskininkai | Ričardas Malinauskas     | Politinis komitetas „Už Druskininkus“                       |
| 10. | Jonava       | Mindaugas Sinkevičius    | LSDP                                                        |
| 11. | Joniškis     | Vitalijus Gailius        | Lietuvos Respublikos liberalų sąjūdis (LRLS)                |
| 15. | Kaunas       | Visvaldas Matijošaitis   | Visuomeninis rinkimų komitetas „Vieningas Kaunas“           |
| 16. | Rajon Kaunas | Valerijus Makūnas        | LSDP                                                        |
| 17. | Kazlų Rūda   | Mantas Varaška           | Politinis komitetas „Jaunoji Kazlų Rūda“                    |
| 28. | Neringa      | Darius Jasaitis          | Demokratų sąjunga „Vardan Lietuvos“                         |
| 30. | Pakruojis    | Saulius Margis           | LSDP                                                        |
| 31. | Palanga      | Šarūnas Vaitkus          | Tėvynės sąjunga – Lietuvos krikščionys demokratai (TS-LKD)  |
| 32. | Panevėžys    | Rytis Mykolas Račkauskas | Politinis komitetas „Atsinaujinančiam Panevėžiui“           |
| 35. | Plungė       | Audrius Klišonis         | LRLS                                                        |
| 39. | Rietavas     | Antanas Černeckis        | LRLS                                                        |
| 40. | Rokiškis     | Ramūnas Godeliauskas     | LSDP                                                        |
| 43. | Šalčininkai  | Zdzislav Palevič         | Lietuvos lenkų rinkimų akcija - Krikščioniškų šeimų sąjunga |
| 44. | Šiauliai     | Artūras Visockas         | Politinis komitetas Nepartinis sąrašas „Dirbame miestui“    |
| 48. | Širvintos    | Živilė Pinskuvienė       | Lietuvos regionų partija                                    |
| 49. | Švenčionys   | Rimantas Klipčius        | Partija Laisvė ir teisingumas                               |
| 50. | Tauragė      | Dovydas Kaminskas        | LRLS                                                        |
| 55. | Vilkaviškis  | Algirdas Neiberka        | LSDP                                                        |

Unter den Seimas-Parlamentariern, die bei der Bürgermeisterwahl kandidatiert hatten, wurde nur Arvydas Nekrošius  zum Bürgermeister von Raseiniai gewählt. Nach den Kommunalwahlen trat er als Mitglied des Seimas zurück.